# Свободная зона (Западная Сахара)
Свободная зона (араб. المنطقة الحرة‎ al-minṭaqa al-ḥurra; исп. Zona Libre), или освобождённые территории (араб. المناطق المحررة‎, исп. Territorios Liberados) — термин, используемый ПОЛИСАРИО для обозначения части Западной Сахары, которая расположена к востоку от Марокканской пограничной стены (которую часто называют просто «Бёрм») и к западу и северу от границы с Алжиром и Мавританией соответственно. Зона отделена от остальной части территории Западной Сахары «2200 километровой стеной … окружённой одним из крупнейших минных полей в мире».
Зона была создана на территориях под контролем ПОЛИСАРИО в 1991 году в соответствии с договором о прекращении огня между Фронтом ПОЛИСАРИО и Марокко, который был подписан в рамках Плана урегулирования. Марокко управляет районами к западу от стены, где проживает большая часть населения региона, а территории к востоку от стены переходят фронту ПОЛИСАРИО. Соглашение о прекращении огня поддерживается присутствием сил ООН МООНРЗС, находящихся в этом регионе для поддержанию мира и организации референдума о независимости.

## Статус и военные соглашения

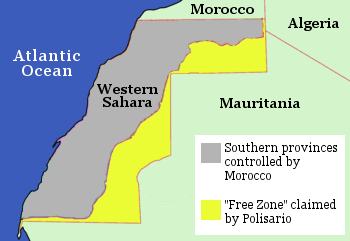

Статус Западной Сахары остаётся предметом споров между ПОЛИСАРИО и Марокко, включая разногласия по поводу названий территорий, контролируемых каждой из сторон.
В Марокко регионы под контролем ПОЛИСАРИО обычно обозначают как «буферную зону» или «буферную полосу» и заявляют, что воинским силам ПОЛИСАРИО не разрешён вход туда и что военная деятельность и гражданское строительство в этой области являются нарушениями соглашения о прекращении огня. Однако в соглашении 1991 года, подписанном Марокко, понятие «буферная полоса» относится лишь к узкой зоне, тогда как остальные территории регулируются иными правилами. Эта зона выполняет роль разделительной линии, где запрещено присутствие войск обеих сторон. Области за пределами этой зоны открыты для деятельности сторон, которые управляют ими, при условии соблюдения некоторых ограничений на передвижение военных подразделений. Аналогичным образом ПОЛИСАРИО называет данную область «освобождёнными территориями» или «свободной зоной», но эти термины не являются официальными названиями. ООН называет территорию просто «к востоку от Берма», при этом называя территории, находящиеся под контролем марокканских сил, словосочетанием «к западу от Берма», тем самым не давая преимущество в претензии на них ни одной из сторон конфликта.
В соответствии с Планом урегулирования передвижение солдат ПОЛИСАРИО ограничено точно так же, как ограничено и передвижение марокканских сил на «их» стороне Берма. МООНРЗС детально указало следующие ограничения для обеих зон:
- Одна полоса шириной 5 км — Буферная зона (BS) — к югу и востоку от Берма;

- Две полосы шириной 30 км — Зоны ограниченного доступа (RA) — вдоль Берма. Буферная зона входит в зоны ограниченного доступа для ПОЛИСАРИО, а Бёрм — в зону ограниченного доступа для сил Марокко (RMA);

- Два района с ограниченными действиями (ALR), которыми являются два оставшихся участка территории Западной Сахары по обе стороны соответственно.

Каждая из пяти частей имеет определённые ограничения для военной деятельности обеих сторон:
- Буферная зона: Запрет присутствия сил марокканской армии или сил сахарских войск (как солдат, так и техники), как на земле и в воздухе. Недопустима стрельба на земле и / или в воздухе.

- Зоны ограниченного доступа: недопустима стрельба или военные учения, за исключением учебно-тренировочных мероприятий безоружного личного состава. Недопустимо наращивание тактических подкреплений, передвижение или передислокация войск, штаб-квартир/подразделений, складов, оборудования, боеприпасов, оружия, недопустимы фотосъёмка военными самолётами и какие-либо укрепления оборонной инфраструктуры.

Некоторые исключения, однако, применимы, а некоторые виды деятельности допускаются после предварительного информирования или по утверждению со стороны МООНРЗС.
(Примечание: приведены лишь некоторые ограничения, полные указаны в МООНРЗС_1).
- Районы с ограниченными действиями: могут осуществляться любые обыкновенные военные действия, за исключением усиления существующих минных полей, установки мин, концентрации сил, строительства новых штаб-квартир, казарм и объектов хранения боеприпасов. МООНРЗС должна быть проинформирована, если стороны намерены проводить военные учения, в том числе с использованием огнестрельного оружия калибром выше 9 мм.

## Население региона
Доступ к питанию и воде для жителей Западной Сахары затруднён из-за сурового климата Сахары, военного конфликта в регионе и обилия наземных мин. Район населён в основном кочевниками, которые занимаются традиционным для их предков разведением верблюдов между территорией северной части Мавритании и лагерями беженцев в Алжире. Население территории колеблется от 30 000 до 40 000 жителей. Наиболее крупные населённые пункты в регионе — Тифарити (действующая фактическая временная столица САДР), Бир-Лелу (бывшая фактическая временная столица САДР), Акуонит, Мехйарс, Мижек и Цуг.
Важнейшие сахарские политические события, такие как конгрессы ПОЛИСАРИО и открытия сессий сахарского Национального совета (парламента САДР в изгнании), влияют на жизнь в регионе (особенно в Тифарити и Бир-Лелу), поскольку считается, что социальные, политические и дипломатические реформы важно провести политическим путём.

## Численность вооружённых сил ПОЛИСАРИО

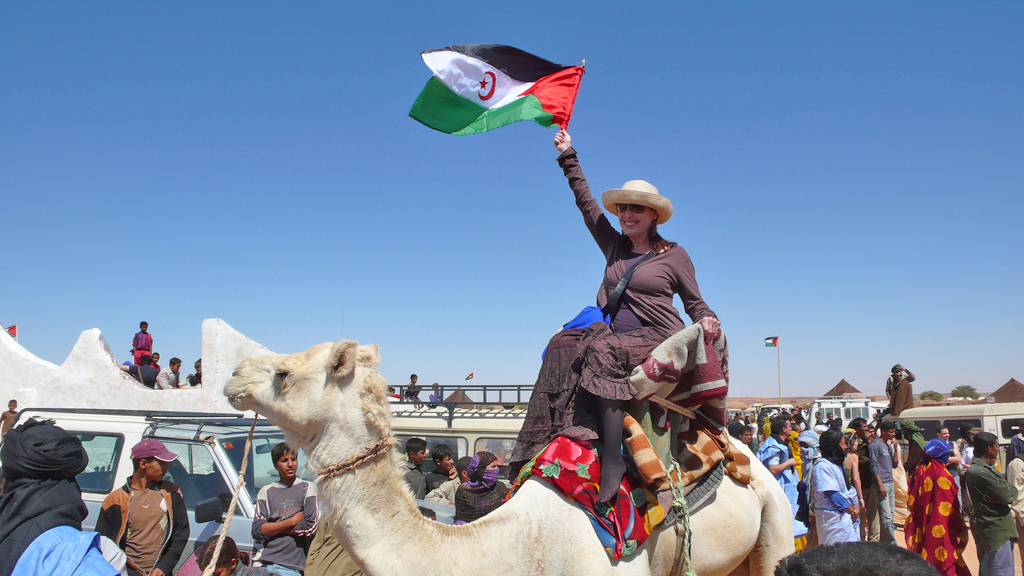

Вооружённые силы ПОЛИСАРИО (Сахарская Народно-освободительная армия, SPLA) делятся на семь «военных округов», каждый из которых контролируется командующим, ответственным перед президентом Сахарской Арабской Демократической Республики. Общая численность солдат партизанской армии ПОЛИСАРИО, находящейся в регионе, неизвестна. Некоторые источники утверждают, что она составляет 3000—6000 военнослужащих, в то время как другие источники указывают данные в 12 000, включая «вспомогательных» бойцов, базирующихся в Алжире, Мавритании или демобилизованных в связи с прекращением огня. Этими силами за время своей деятельности было произведено большое количество работ, таких как обустройство огневых рубежей, рытьё оборонительных траншей и строительство подземных военных баз, а также осуществление мобильного патрулирования территорий.

## Ситуация в регионе
Концентрация сил для празднования 30-летия Сахарской Республики стала поводом для осуждения со стороны Организации Объединенных Наций: данное событие рассматривалось ей как нарушение условий прекращения огня, проявившееся в большой концентрации сил в регионе.

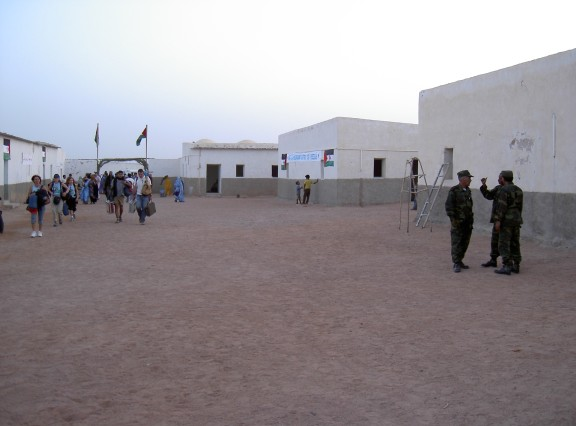

МООНРЗС сообщает, что в среднем 2—4 таких нарушения между двумя сторонами имеют место на всей территории Западной Сахары каждый месяц. Помимо этого случаются и другие нарушения, связанные с тем, что командиры по обе стороны конфликта не позволяют проводить проверку своих сил персоналом МООНРЗС. Как указано, например, в отчёте миссии за июнь 2006 года, было «189 таких FMO [свободы передвижения] нарушений, все они связаны с отказом допустить военных наблюдателей-офицеров ООН на военные пункты и в части». Несмотря на эти незначительные нарушения, к настоящему времени каких-либо серьёзных враждебных действий с обеих сторон с 1991 года не было, и территории по обе стороны от Берма считаются спокойными и соблюдающими договорённости по поддержанию мира.
Ежегодные демонстрации против марокканской стены проводятся в Западной Сахаре жителями региона и международными активистами из Испании, Италии и других — в основном европейских — стран. ООН внимательно наблюдает за этими действиями.